# Frontera entre Algèria i Tunísia
La frontera entre Algèria i Tunísia és la línia fronterera, de traçat poc sinuós, en sentit nord-sud, que separa l'est del Algèria (wilayes d'Ouargla, El Oued, Tébessa, El Tarf, Souk Ahras) de l'oest de Tunísia (governacions de Tataouine, Kébili i Tozeur, Gafsa, Kasserine, El Kef i Jendouba) a l'Àfrica Septentrional. Té 1.010 km de longitud i passa entre Chott el-Gharsa (costat tunisià) i Chott el-Khalla (costat algerià) i després pels punts següents: Bir El Aoubed, Bir El Khima, Bir El Mouileh, Bir El Hajla, Bir Kerkoubi, Bir Oum Nacer, Bir Chikh Ali, Bir Khsamia, Bir Zenigra, Bir Romane, Puits Mort, Garet El Borma i Borj el-Khadra (Fort Saint).

## Història

### Període otomà
Abans de la colonització francesa, la delimitació dels dos territoris era molt incerta, sobretot perquè tots dos estan situats sota la influència otomana. A l'època, el que interessava als líders era la lleialtat i el pagament d'impostos de cada tribu a tal o qual beilicat (el de Constantina o Tunis) que el propi territori.
En 1614 el tractat de Sarrath estableix la frontera entre Algèria i Tunísia entre el cap Roux i Wadi Sarrath.
En 1807, el bei tunisià Hammouda Pacha va derrotar els exèrcits del dei d'Alger als marges de l'oued Sarrath i s'estén més enllà del territori de Tunísia, fins Kalaat Senan a l'oest i Nefta al sud.

### Període francès

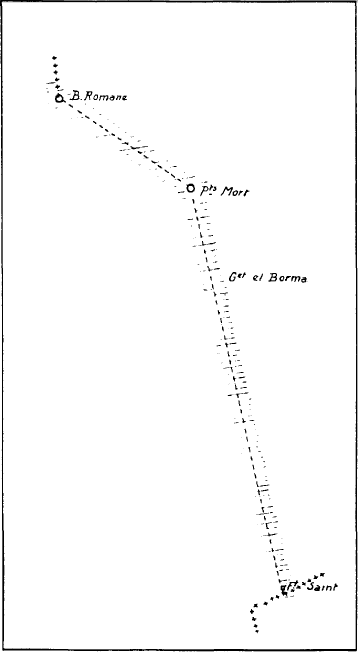
Traçat de la frontera entre Bir Romane i Fort Saint en 1929

El 20 de setembre i l'1 de desembre de 1901 es va signar un procés verbal entre el Governador General d'Algèria i resident general de França a Tunísia sobre el traçat de la frontera entre Djebel Rhorra i Bir Romane.
Arran de la signatura de la Convenció de Trípoli el 19 de maig de 1910, definint definitivament la frontera entre Líbia i Tunísia, es va realitzar la instal·lació de 233 mollons al llarg de la frontera entre el Mar Mediterrani i el Sàhara. Garet El Hamel va esdevenir el trifini entre Tunísia, Líbia i Algèria.
El 1928, el resident general de França a Tunísia, Lucien Saint, va inaugurar Fort Saint que farà la funció de límit meridional del que és considerada « frontera provisional » ; aquest traçat és représ al mapa de l'IGN publicat el 1929. Durant la guerra d'Algèria, l'exèrcit francès va establir la línia Challe per tal d'aturar les infiltracions independentistes des de Tunísia.

### Període posterior a les independències
El president tunisià Habib Bourguiba va reivindicar l'any 1957 l'explotació del Sàhara en el marc de l'Organització comuna de les regions saharauis proposada per França al rei Mohammed V del Marroc. El 5 de febrer de 1959 Bourguiba va demanar en un discurs a França el reconeixement dels drets de Tunísia al molló 233 i la supressió de la frontera Bir Romane-Fort Saint i, en conseqüència, l'extensió de Tunísia a la seva prolongació natural saharaui.
El 17 de juliol de 1961, Bourguiba es compromet amb el Govern Provisional de la República algeriana per negociar una possible reclamació territorial amb el govern d'una Algèria esdevinguda independent, el que es va produir l'estiu de 1962.
El 16 d'abril de 1968 es va signar un procés verbal de demarcació algeriana-tunisiana sobre la ruta de la frontera entre Bir Romane i Fort Saint. Tunísia renuncia llavors al seu reclam territorial entre els mollons 220 (Fort Saint) i el 233 (Garet El Hamel al sud de Gadames).
El 6 de gener de 1970 un protocol d'acord de Tunísia-Algèria, signat entre els ministres d'afers exteriors Abdelaziz Bouteflika i Habib Bourguiba Jr., porta sobre el traçat de la frontera entre Bir Romane i la frontera amb Líbia. El 19 de març de 1983 també fou signada una convenció d'amollonament de la frontera entre la mar Mediterrània i Bir Romane.
El 30 de desembre de 1993, l'acord fronterer del 6 de gener de 1970 està registrat a les Nacions Unides. La fi de l'amollonament de la frontera entre la regió de Tabarka i Bir Romane es va produir finalment en 1995.
La frontera entre Algèria i Tunísia és teatre, des del final de l'any 2012, de xocs violents entre l'Exèrcit i la policia tunisiana amb grups islamistes.